# Яванский рогоклюв
Яванский рогоклюв (лат. Eurylaimus javanicus) — вид птиц семейства рогоклювых.
Вид распространён в Юго-Восточной Азии. Встречается на юге Мьянмы, в Таиланде, Камбодже, Вьетнаме и Лаосе, на Малайском полуострове, Суматре, Яве и Калимантане. Птица обитает в тропических дождевых лесах. Встречается также в садах и парках.
Птица достигает длины 21,5—23 см. Тело крепкое, голова округлая и большая с большими глазами, с плоским и широком клювом, едва изогнутым на конце. Голова, спина, грудь, брюхо, боковые стороны коричневого цвета. Задняя часть брюха бледно-оранжевой окраски. Грудь фиолетового оттенка. Горло и грудь разделяет чёрная полоса. Крылья и хвост чёрные с отдельными жёлтыми перьями. Клюв голубой с чёрными краями.
Живёт под густым пологом дождевых лесов. Держится поодиночке или парами. Питается насекомыми и другими беспозвоночными, реже мелкими позвоночными, ягодами и фруктами. Гнездо грушевидной формы подвешивает на ветке дерева. В кладке 3—4 яйца. Инкубация длится 2,5 недели. Ещё через три недели птенцы становятся самостоятельными.